# Indofevillea khasiana
Indofevillea es un género monotípico de plantas con flores perteneciente a la familia Cucurbitaceae. Su única especie: Indofevillea khasiana Chatterjee es originaria de Asia.

## Descripción
Tiene tallo ramificado, robusto, pubescente en un principio, en última instancia, glabro. Zarcillos suaves, glabros, de 20-30 cm. Pecíolo robusto, de 1,5-8 cm, pubescentes en un principio, más tarde glabro, lámina de la hoja ampliamente ovado-cordada, 15-25 × 12-20 cm, coriáceas, margen entero o rara vez en las hojas más jóvenes clara y minuciosamente dentada cerca de la base, escabrosas en las venas , de lo contrario glabras en ambas superficies, ápice cortamente acuminado. Panoja macho de 17 cm; raquis y ramas escabrosas; brácteas 5-9 mm; segmentos del cáliz ovado-lanceoladas, más largas que los segmentos corolla,de 6 mm. Fruto oblongo, 3-6 en racimos en un tallo largo, de 30 cm, indehiscente, con una corteza leñosa de espesor. Semillas 3.5-4 ×  2 cm, 0,5 cm de espesor. Fl. y fr. Agosto.

## Distribución y hábitat
Se encuentra en los bosques abiertos en las laderas montañosas, a una altitud de 900 metros en el Sur de Xizang y NE India.

## Taxonomía
Indofevillea khasiana fue descrito por Wight & Arn.  y publicado en Nature: a Weekly Illustrated Journal of Science (London) 2(2): 1947: 121. 1946.